# خرچنگ چتری
خرچنگ چتری (نام علمی: Cryptolithodes sitchensis) نام یک گونه از سرده شاه‌خرچنگ‌های نهان است.